# تنبيه بخطف الأطفال
التنبيه بخطف الأطفال نظام تنبيهي رسمي لخطف الأطفال يستخدم في رومانيا. يتم تشغيل آليته عن طريق وزارة الشؤون الداخلية الرومانية. بدأ استخدام النظام منذ الثامن عشر من أبريل 2011. إن الكيان المعتمد الذي يمكنه استخدام تلك الآلية هو أي ضابط من الشرطة الرومانية.

## تاريخه
قبل تنفيذ نظام التنبيه بخطف الطفل، كان لا يوجد أي نظام رسمي للتوعية العامة بتلك الحالات، والطريقة الوحيدة المتاحة للناس للكشف عن اختطاف الأطفال هي الموقع الإلكتروني للشرطة المحلية، أو أجهزة للإعلان العام وكانت محدودة جدًا.
في أواخر عام 2007، كانت رومانيا الدولة الأولى بين دول الشمال الشرقي للاتحاد الأوروبي في الانضمام لمشروع «اتصل بإنذار الطفل». المبادرة مولتها ودعمتها اللجنة الأوروبية. نتيجة لتلك المشاركة، تلقت رومانيا تمويل وبدأ العمل في المشروع.
في عام 2010، أنشأت البينية التحتية وكان النظام جاهزا.
في أبريل 2011، أصبح نظام التنبيه بخطف الطفل جاهزا للعامة.

## الأنشطة وطرق الإنجاز
إن الهدف الأساسي لتلك الألية هو إيجاد الطفل وإنقاذ حياته. وهو يعمل عن طريق نشر الإنذارات عن طريق أكبر عدد من الطرق الممكنة لأكبر عدد ممكن من الناس  والأماكن لجمع العديد من المعلموات ذات صلة من المواطنين والرد السريع من أجهزة تنفذ القانون.
يمكن تحقيق نشر المعلومات السريع عن طريق كل الأشكال الكتابية والشفوية من طرق التواصل المتاحة ومن ضمنها لافتات الرسائل المتغيرة. الرسالة الصوتية العادية التي يتم إذاعتها مع مساعدة بصرية (عند الاستطاعة) هي:
"هيئة التفتيش العامة للشرطة الرومانية قد فعَّلَت نظام تنبيه خطف الأطفال. الضحية المفقودة اسمها... . لديه... سنة ولديه الوصف البدني التالي...
تم رؤية الطفل اخر مرة في... مرتديًا... . قد يكون تم خطفه من مشتبه به بالمواصفات التالية... وقد يكون متجهًا ناحية... . إن كان لديك أي معرفة أو معلومات عن هذا،
اتصل ب 112 حالًا. لا تحاول أن تتدخل بنفسك."
قد تختلف الرسائل البصرية ويمكن أن تتضمن الصورة والسن وأخر مكان معروف وبعض التفاصيل الأخرى ذات الصلة.

## إنطلاق الإنذار
تعد الشرطة هي الهيئة المعتمدة لإطلاق إنذار بعدما تتلقي الشكوى الرسمية. ويبدأ النظام في العمل إذا توفرت هذه الحالات:
- يكون سن الطفل/ المراهق تحت سن ال18

- يكون الطفل في حالة من هذه الحالات وهي: تم اختطافه في حالة وجود شهود أو نتيجة التحقق من أن الأوضاع توضح وجود حياته، أو صحته، أو سلامته البدنية في خطر.

- تكون المعلومات المعروفة مؤدية للطفل المفقود.

يمكن منع الإنذار في حالة أن تسريب المعلومات يعرض حياة الطفل للخطر.